# アグリツーリズム
アグリツーリズム（英語: agritourism）またはアグロツーリズム（英語: agrotourism）とは、都市居住者などが農場や農村で休暇・余暇を過ごすこと。日本では一般にグリーンツーリズム（和製英語：green tourism）と呼ばれる。「グリーン」は緑の意味の他、エコロジーの意味もあるのでエコツーリズムと混同されやすいが異なる。「農村民泊」などとほぼ同義。地域行政ではアグリツーリズムによって都市と農村が交流し、地域振興が図られる。

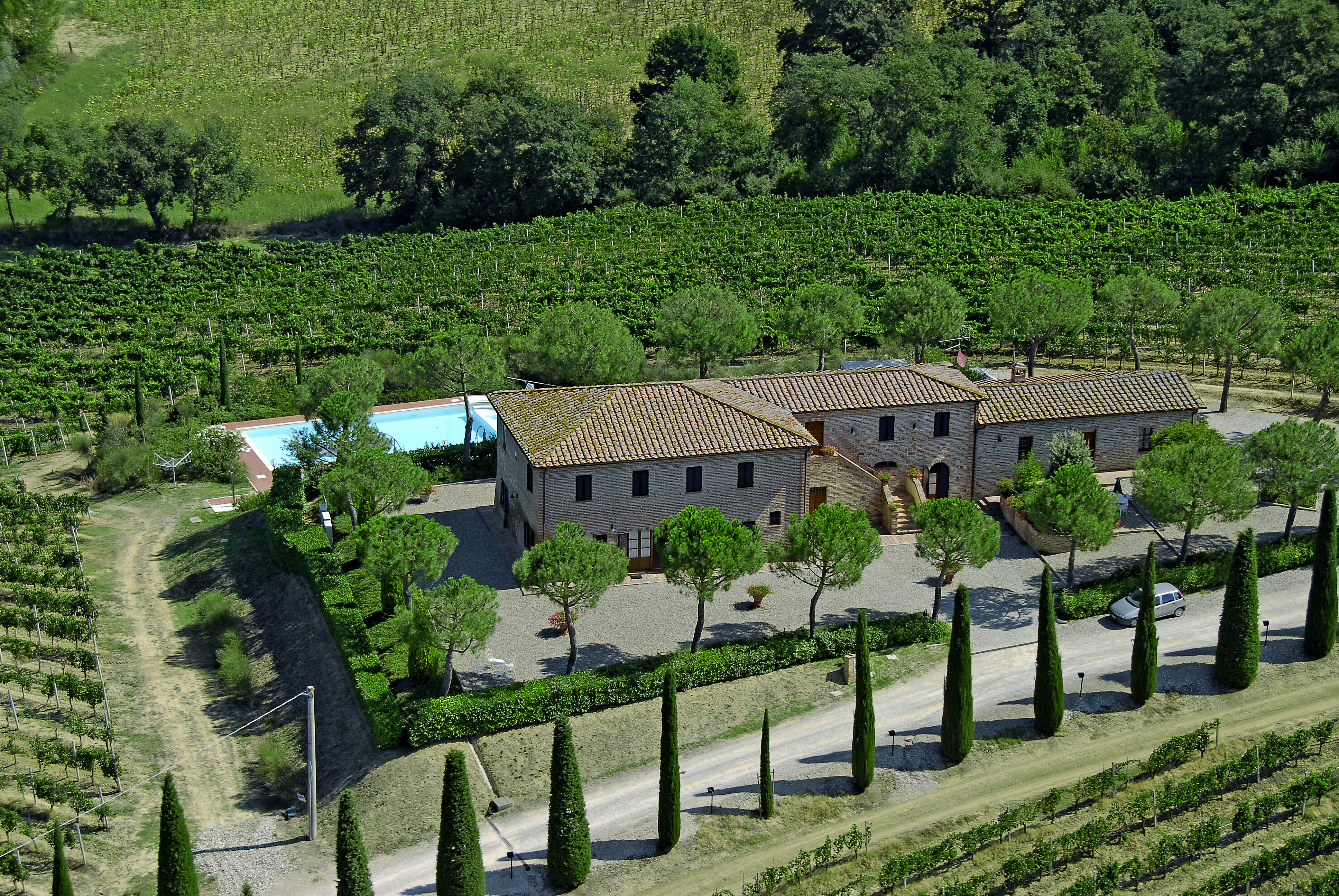
イタリア、トスカーナ州モンテプルチャーノのアグリツーリズム

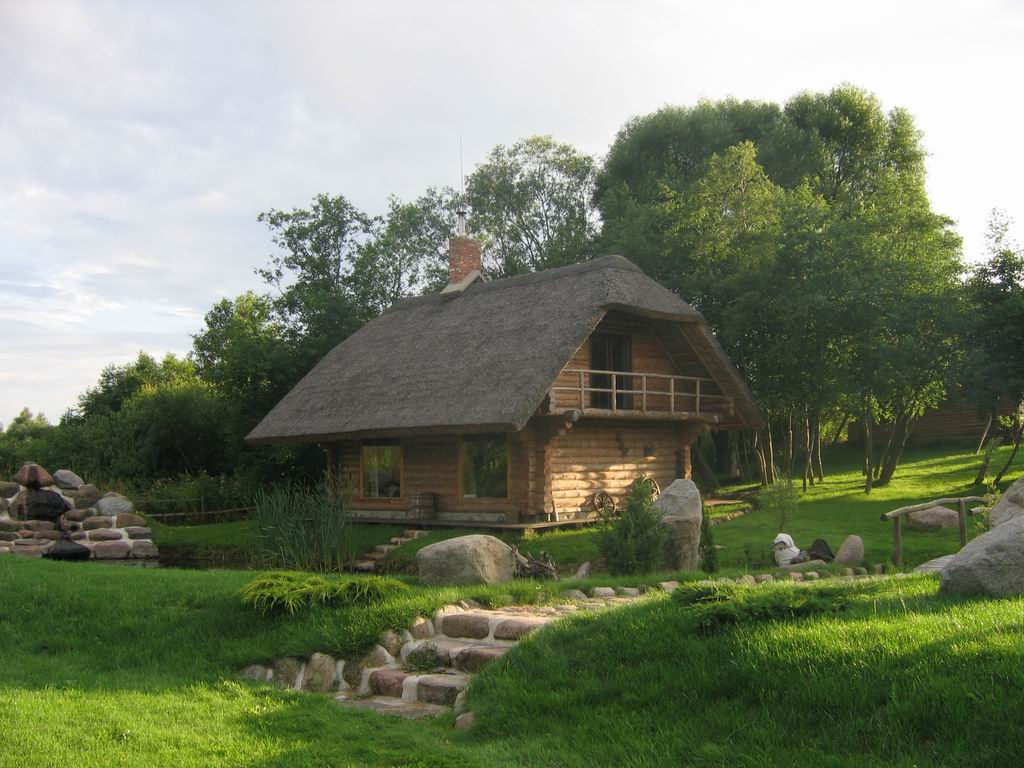
リトアニアの田園地帯にある宿泊用コテージ

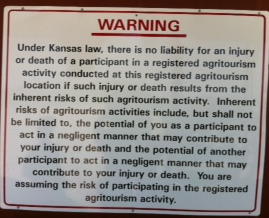
カンザス州のアグリツーリズム事業における法的責任を放棄する署名

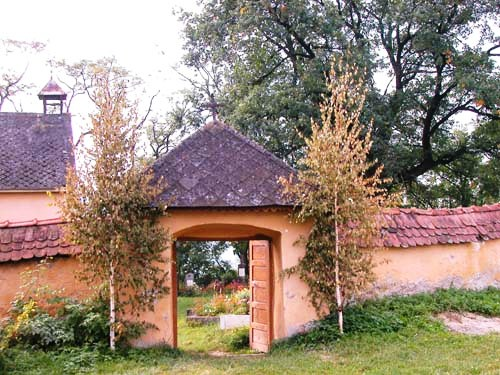
コヴァスナ、ルーマニアの田舎の建物

## 概要
グリーンツーリズムは、「緑豊かな農山漁村地域において、その自然、文化、人々との交流を楽しむ滞在型の余暇活動」、「農山漁村で楽しむゆとりある休暇」とも言いかえられる。日本の農山漁村余暇法では「農村滞在型余暇活動」を「主として都市の住民が余暇を利用して農村に滞在しつつ行う農作業の体験その他農業に対する理解を深めるための活動」と定義している。グリーンツーリズムの基本は、農山漁村に住む人々と都市に住む人々とのふれあい、つまり都市と農山漁村との住民どうしの交流である。その媒体としては、体験、産物、生活、文化など農林水産業を中心とした生活の営みそのものといえる。

## タイプ
農業と観光、食物生産とコミュニティ開発の専門誌掲載の2018年の記事は、アグリツーリズム活動を以下のいくつかのカテゴリに分類する。
- 消費者への直販（例:農産物直売所、ユーピック）
- 農業教育（例：学校から農場見学）
- おもてなし（農家民泊）
- レクリエーション（狩猟、乗馬など）
- 娯楽（干し草乗り、収穫ディナーなど）
- ほとんどの農業観光客は、農場の訪問目的が果物を摘んだり、動物に餌をあげたりして時間を過ごすこと。トウモロコシの迷路をさまよったり、農場に滞在して雑用や農作業や牧場の仕事を手伝う人もある。

## 経済的利益
アグリツーリズムは、多くの小規模農場にとって生き残りのかかった必要手段となっており、農業経営者は経営の多角化で、収入の安定を確保しやすくなる。その根本には、アグリツーリズム活動が農作業の繁忙期ではない時期に行われ、収穫や農産品の流通とは独立した収入源をもたらすからである。アグリツーリズム事業はその地域に観光客を呼び込み、周辺コミュニティにも経済的な波及効果がある点をいくつかの研究が示しており、また収入源の多様化を必要とする農村地域にとって、交流が量的に増えると有効な経済の刺激策となると考察される。

## 発祥
ヨーロッパが発祥の地であり、アグリツーリズモ（伊）、ルーラルツーリズム（英）ともいう。思潮としてはロマン主義の影響を受けた民俗学が挙げられる。民俗学では民俗資料を継承する土地柄として農村や地方が着目され、自然と調和した生活はしばしば近代化の波に飲まれて失われようとしていたが、ツーリズムの対象として再評価された。

## 日本におけるグリーンツーリズム
欧州では都市の住民が農村に長期滞在してのんびりと過ごす余暇の形態を指すが、日本は都市と農村の距離が比較的近いこと、長期休暇が取りにくい労働環境のため、日帰りや短期滞在が多い。団体行動を中心とした旅行形態が好まれ、祝祭日は別として長期休暇が取りにくい日本人の価値観・生活様式に合致したグリーンツーリズムが模索されてきた。また、あえて「日本型グリーンツーリズム」と表現し始めたのは2000年代である。
実際の内容として、幅広く都市と農山漁村との交流一般を指すことが多くなっている。
従来型
1. 農林水産物を介した通じた活動（産直・直売所など）
2. イベント（ふるさとまつり・農林まつりなど）
新しい傾向
3. 農業・農村体験（市民農園、田植え・稲刈り、乳搾りなど）
4. 学校教育における農村や農業とのふれあい
5. 自然の営みとのふれあい

### 政府による政策
1992年度（平成4年度）に農林水産省により「グリーンツーリズム」という言葉が提唱された。1996年度までに全国205箇所をモデル地区に指定し、振興を図った。同省では、グリーンツーリズムを、農山漁村地域において自然、文化、人々との交流を楽しむ滞在型の余暇活動として位置づけている。「滞在型」とは「周遊型」に対する概念であり、必ずしも宿泊に限定されるものではない。
根拠法は、平成18年5月1日に施行された「農山漁村余暇法」（または「農村休暇法」）である。

### 導入の背景
近年、スローフード、スローライフなど、効率万能、規格量産化に疑問を覚える人が増えている。また、生物の営みとのふれあいが希薄となり、自然と人間のかかわりが縁遠くなってしまった。そのため、グリーンツーリズムに関心が寄せられている。
農林業や漁業を主要産業とする町村も、地域活性化のため導入を図ろうとしているが、単なる簡易宿泊施設や農産物加工施設など箱物の整備に終わってしまうケースもある。受け入れる地域住民の意識、またインタープリターションを応用した研究にも道が開かれた。

## ブルーツーリズム
漁村に滞在する漁村滞在型余暇活動の場合は2000年代から〈ブルーツーリズム〉と呼ばれ、離島や漁村の振興、魚食の普及が図られる。2015年頃には交流人口すなわち生活の場は集落外にあり、対象地との関与を深める人々という視線、島しょの取り組み、さらに定置網や釣り客へと解釈を広げる動きがあった。

### 注
1. ↑  農林水産省は「グリーン」と「ツーリズム」の間に中黒点を入れて「グリーン・ツーリズム」と表記するが、一般的には中黒点を入れないことも多く、厳密な違いはない。
2. ↑  モデル地区の指定件数の変遷は、1993年度25件から1994年度25件、1995年度80件、1996年度75件である。